# Vapenrock m/1878

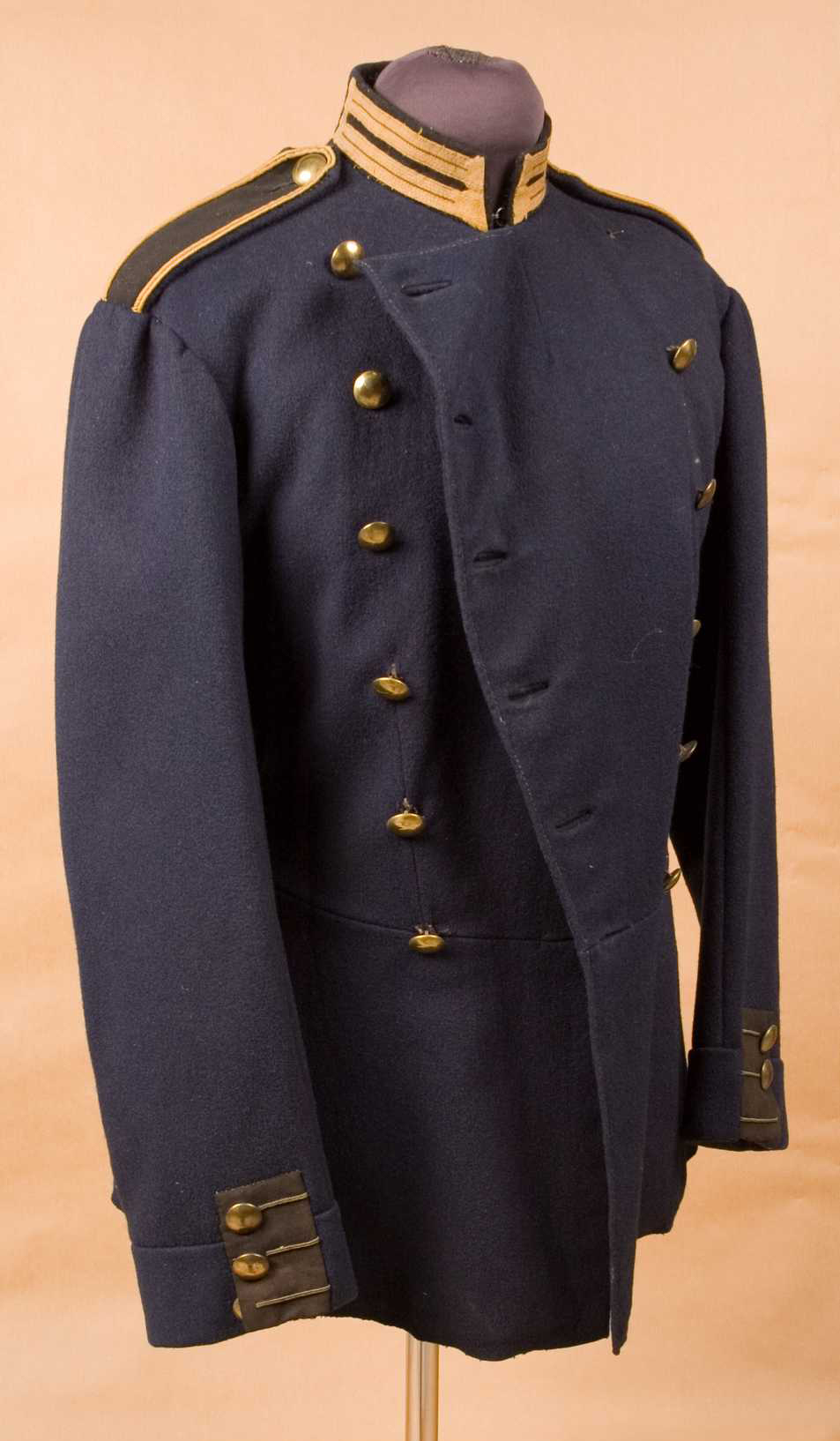
Vapenrock m/1878 för manskap vid Fortifikationen.

Vapenrock m/1878 var en vapenrock som användes inom försvarsmakten (dåvarande krigsmakten).

## Utseende
Denna vapenrock är av mellanblått kläde och med gult foder. Den har två knapprader om åtta knappar vardera samt är försedd med en öppen och snedskuren ståndkrage. På båda sidor av denna finns svarta klaffar av sammet med två 6 tums broderade knapphål. Även uppslagen är försedda med klaffar, dessa har tre olika knapphål.

## Användning
Denna uniform bars av Fortifikationen och är till vissa delar lik vapenrock m/1845.

## Fotografier

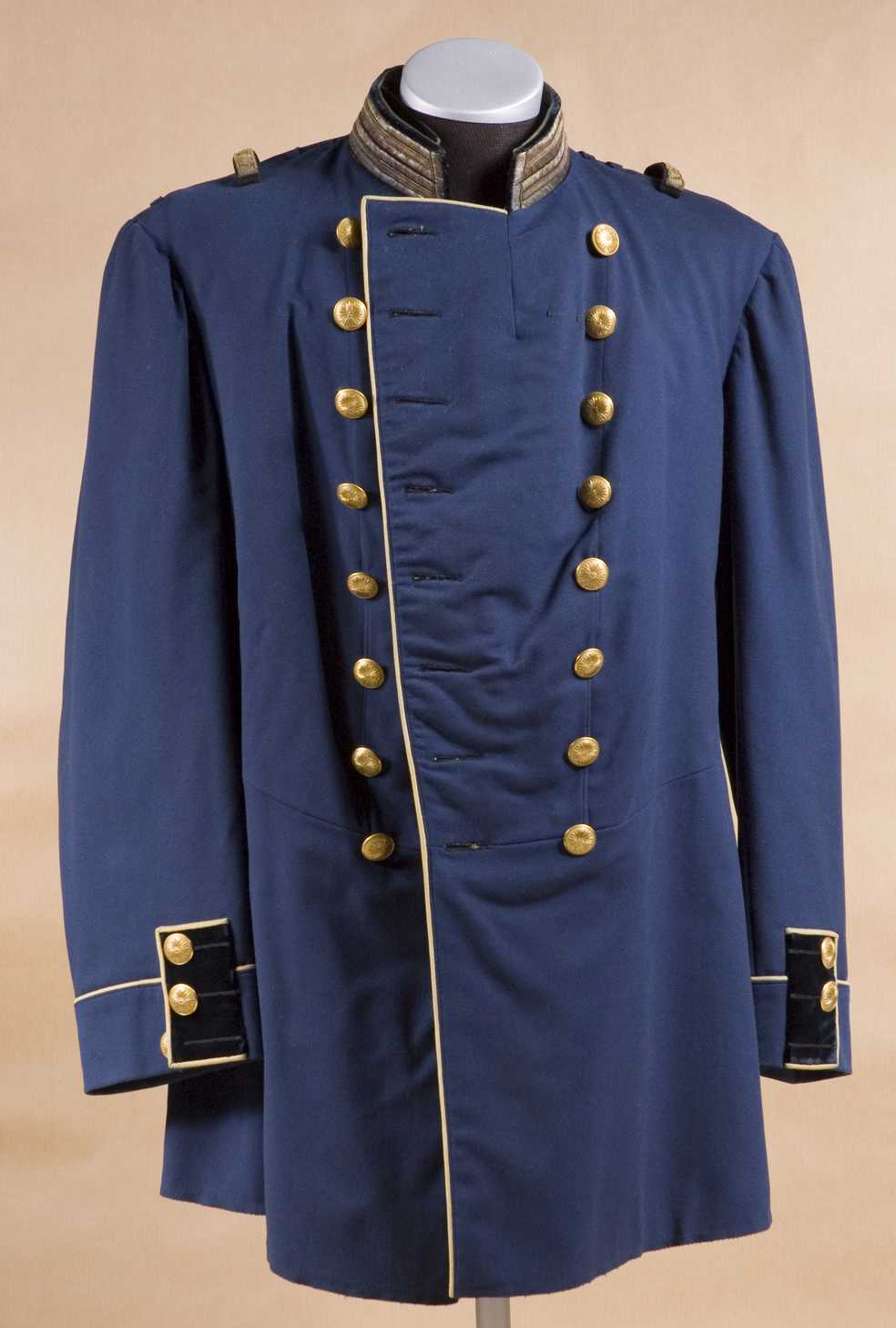
Vapenrock m/1878 för officer vid Fortifikationen.